# Molice skleníková
Molice skleníková (Trialeurodes vaporariorum) je druh polyfágního hmyzu sajícího na rostlinách.

## EPPO kód

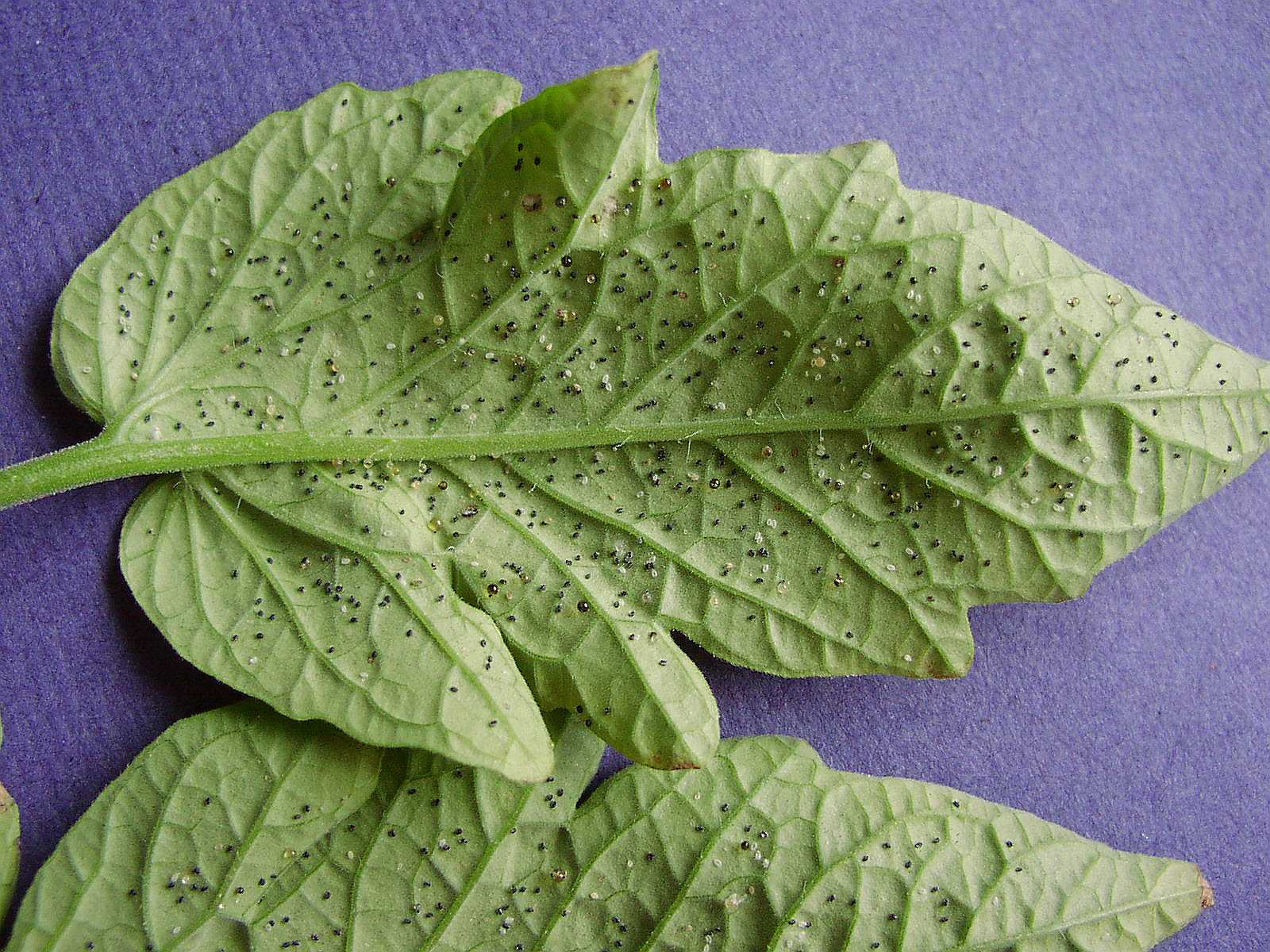
List rajčete s molicemi.

TRIAVA

## Vědecké názvy
Podle EPPO je pro živočicha s označením molice skleníková (Trialeurodes vaporariorum) používáno více rozdílných názvů, například Asterochiton vaporariorum nebo Trialeurodes sonchi.

## Zeměpisné rozšíření
Molice skleníková pochází ze střední Ameriky, ale v současné době vyskytuje po celém světě. Jedná se původně o tropický druh, přesto na krátkou dobu snese i mírný mráz. Byla náhodně zavlečena do Evropy v polovině 19. století.
V Evropě i v Česku je běžným druhem.

## Popis
Dospělci jsou 2 mm velký okřídlený hmyz, nažloutlé barvy. Zbarvení je obvykle překryto silným voskovitým povlakem šupin na křídlech, který způsobuje, že hmyz vypadá křídově bílý. Dospělci se shromažďují především na spodní straně listů vrcholových částí rostlin.
Larvy jsou přisedlé a ploché velikosti 1 mm. První stádium je pohyblivé, 2–4 stádium ztrácí končetiny a tykadla zakrňují. Pupária molic mají typický oválný tvar. Vajíčka jsou bílá, později tmavě hnědá až černá.

## Biologie
Samička klade vajíčka do štěrbin nebo průduchů, většinou na spodní straně listů. Asi za týden se líhnou larvy. Celý larvální vývoj může trvat 9–18 dnů. První stádium je pohyblivé ,další tři přisedlé. V posledním stádiu se larva mění v pupárium. Dospělci žijí asi 3–6 týdnů, během kterých může samička naklást několik set vajíček. Reprodukce je téměř vždy parthenogenetická. Za příznivých podmínek může celý životní cyklus být dokončen do 3–4 týdnů.
Molice skleníková má pravděpodobně nejširší řadu hostitelů ze všech hmyzích škůdců. Zahrnuje asi 800 druhů rostlin. Kromě zeleniny jsou nejvíce napadané kultury ve sklenících okrasné rostliny. Častým hostitelem je čílko (Fuchsie). Šíří se za pomocí mezinárodního obchodu.
Ve střední Evropě se vyskytuje jako parazit ve sklenících. Po přezimování vyletuje do venkovních porostů. Přirození nepřátelé zahrnují brouka Delphastus pussilus, vosičky Encarsia formosa, nebo Eretmocerus eremicus. Houba Verticillium lecani je použitelná jako prostředek proti molici skleníkové, ale její používání je omezeno jejími požadavky minimální relativní vzdušnou vlhkost 85 %. Ploštice: Macrolophus caliginosus, Dicyphus tamaninii, Cyrtopeltis tenuis, ploštice rodu Orius.

## Význam

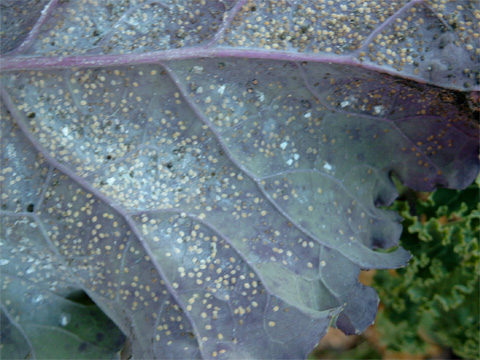
Posátý list.

Je považována za nejškodlivějšího škůdce ve sklenících. Nicméně, v posledních letech se také stala významným škůdcem polní pěstované zeleniny. Molice jsou přenašeči virových chorob rostlin, sání vede k chřadnutí rostlin, tvorbě chloróz a vadnutí listů, medovice znečišťuje plody, listy, květy.
Příznaky napadení jsou dospělci v podobě bílých mušek vyletujících zpod listů a přítomnost dospělců a larev, kteří ve velkých skupinách sají na spodních stranách listů. Při vysoké populační hustotě škůdce dochází ke chřadnutí rostlin, tvorbě chloróz a vadnutí listů. Medovice tvořená larvami, znečišťuje listy, plody a květy, vyvíjí se na ní povlak tvořený saprofytickými houbami, černěmi, sazovitost. Medovice ztěžuje pesticidní ošetření rostlin a snižuje kvalitu produkce.

## Ochrana rostlin
Prevencí šíření je včasná likvidace zbytků napadených rostlin pálením, případně desinsekce skleníků. Je-li to možné, v zimě by se měly ošetřit celé skleníkové areály. Dalším opatřením je kontrola čistoty sadby při nákupu.
Ke tlumení výskytu je možno použít biologické ochrany: Při prvních výskytech molic na žlutých optických lapačích se aplikuje vosička druhu Encarsia formosa, nebo Eretmocerus eremicus. Vosička Encarsia formosa klade vajíčka do larev molic, ve kterých se pak vyvíjí její larvy. Po krátké době se z napadených kukel molice líhne nová generace vosiček.
K chemické ochraně je nutné zvolit přípravky, vůči nimž není daná populace molice dosud rezistentní. Postřik se musí opakovat každé tři dny, ošetřovat se musí spodní strany listu, do přípravku přidávat smáčedlo. Je vhodné přípravky postupně střídat, měnit. Různé přípravky mají různé efekty.
Seznam podle agromanual.cz
- ACTELLIC 50 EC
- Mospilan 20 SP
- Karate zeon 5SC
- BIOLAAGENS - EF
- BIOOL
- CAREO Koncentrát proti škůdcům
- CAREO Postřik proti škůdcům
- COM 109 01 I PR
- ERCAL
- CHESS 50 WG
- NEUDOSAN
- NEUDOSAN AF
- NINJA
- PLENUM

Kromě chemické a biologické ochrany je v prodeji kapalné hnojivo na listy (s obsahem bóru) kde je inzerována jako účinná látka pomerančový olej, přípravek má podle údajů prodejce negativní vliv na molice – omezuje výskyt savých a žravých škůdců (mšic, molic, svilušek, třásněnek a dalších). Míra účinnosti není uvedena.